# Virgin Cat
 (mars 2012).
Si vous disposez d'ouvrages ou d'articles de référence ou si vous connaissez des sites web de qualité traitant du thème abordé ici, merci de compléter l'article en donnant les références utiles à sa vérifiabilité et en les liant à la section « Notes et références ».
Singles de Anna Tsuchiya
Crazy World
(2008) Brave Vibration
(2009)
Virgin Cat est le 9e single de Anna Tsuchiya sorti sous le label MAD PRAY RECORDS le 17 septembre 2008 au Japon. Il atteint la 39e place du classement de l'Oricon, et reste classé pendant 2 semaines, pour un total de 3 005 exemplaires vendus.
Virgin Cat a été utilisé comme thème musical pour The L Word. Virgin Cat se trouve sur l'album Nudy Show! et sur l'album remix NUDY xxxremixxxxxxx!!!!!!!! SHOW!.

## Liste des titres
| 1. | Virgin Cat              | Anna Tsuchiya  | Christopher Lee-Joe | 3:13 |
| 2. | Imitation Night         | Kiyomi Uematsu | Michitomo           | 4:42 |
| 3. | Virgin Cat (Lava Remix) | Anna Tsuchiya  | Christopher Lee-Joe | 4:46 |